# Koffervissen

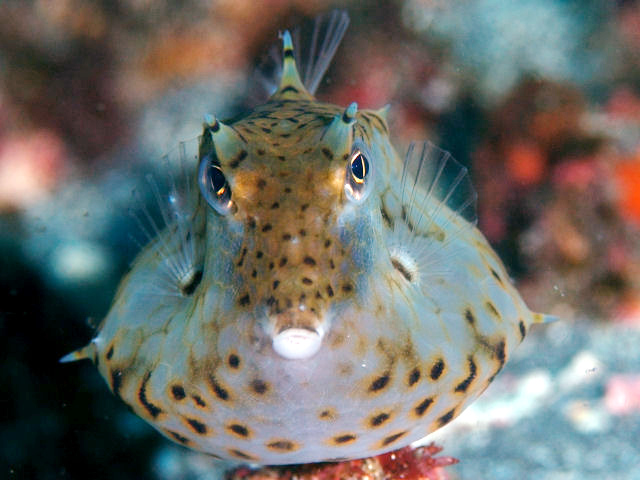
Lactoria diaphana uit het Indo-pacifisch gebied

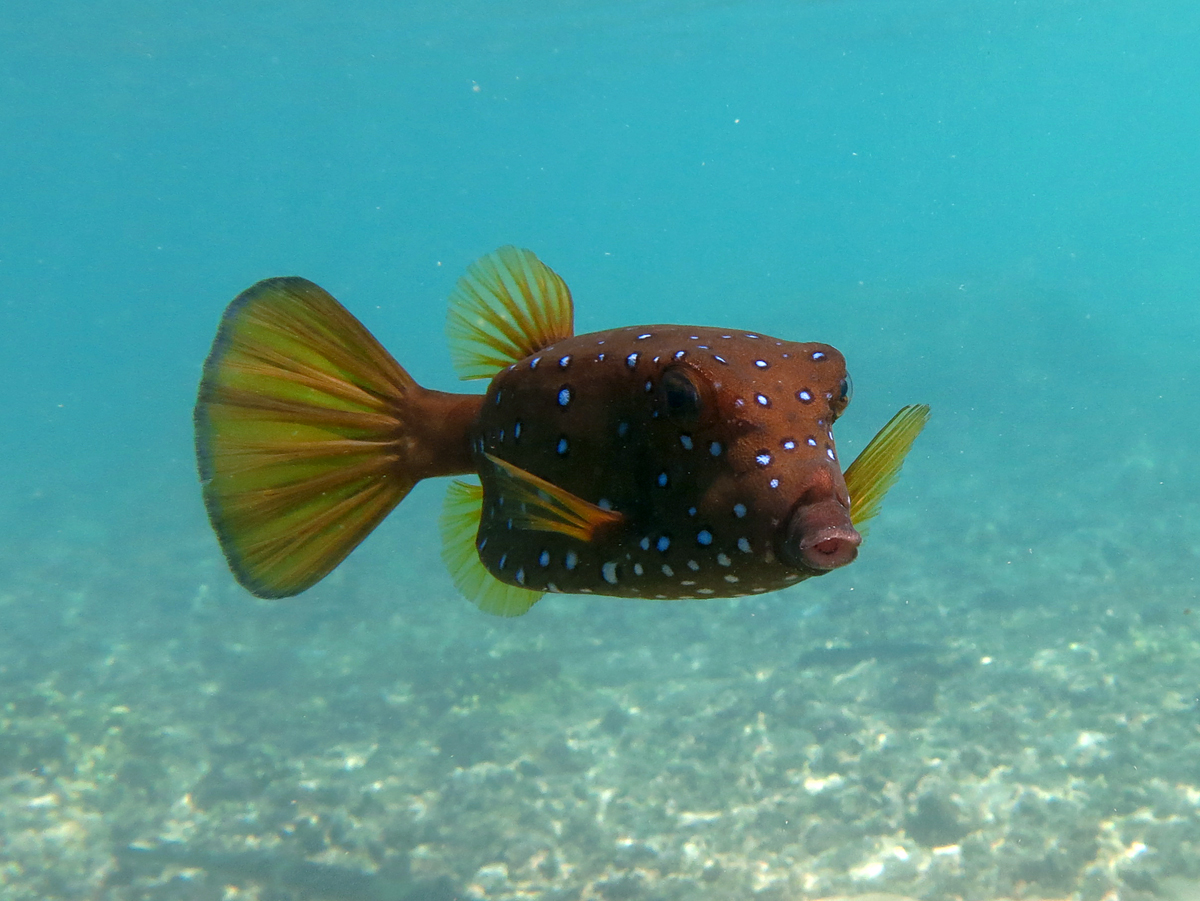
De op doorsnee vierkante Ostracion cubicus

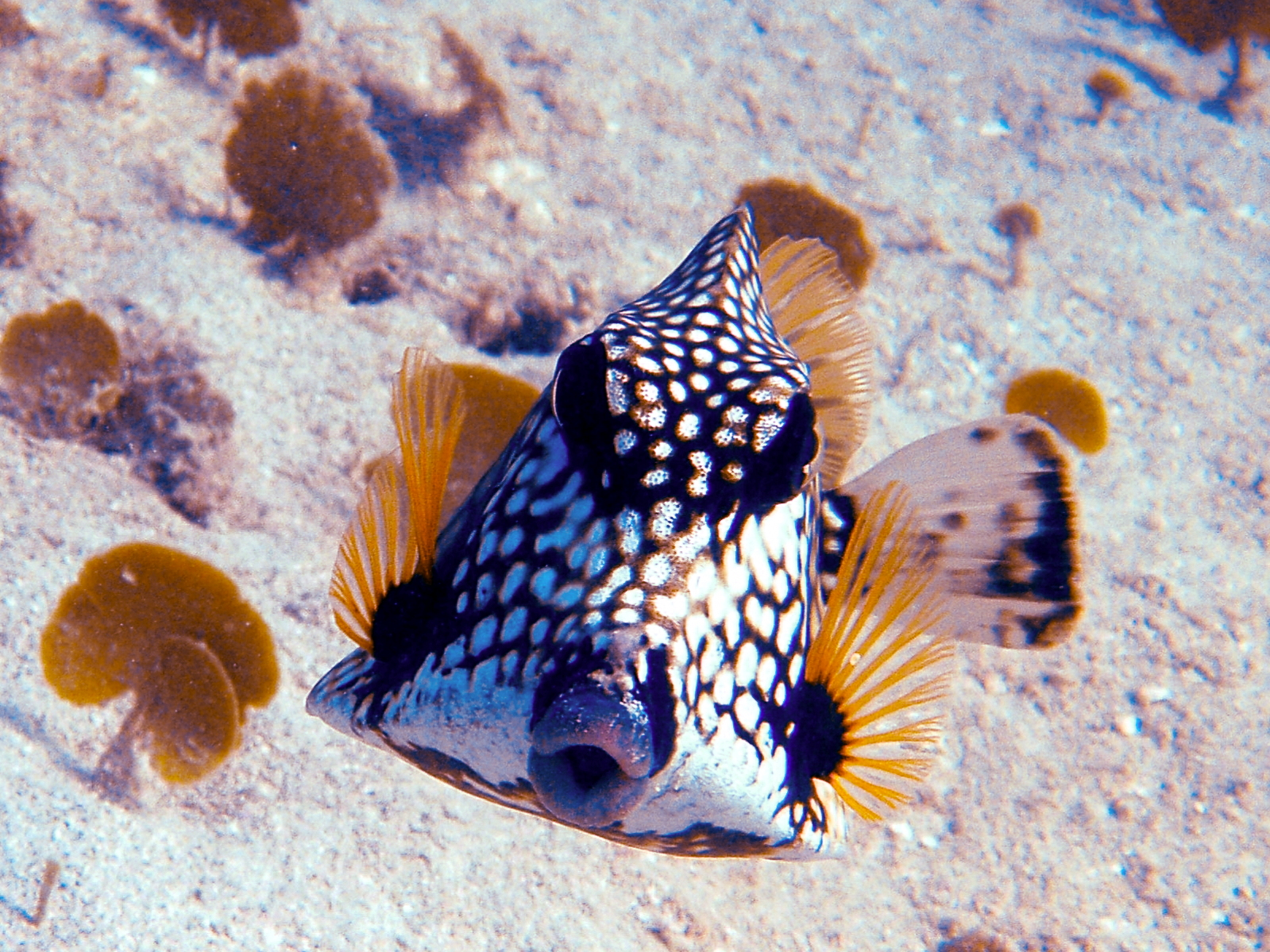
De op doorsnee driehoekige Rhinesomus triqueter uit de westelijke Atlantische Oceaan

De koffervissen (Ostraciidae) zijn een familie van vissen uit de orde kogelvisachtigen, nauw verwant aan de kogelvissen (Tetraodontidae) en de vijlvissen (Monacanthidae). De vissen zijn eetbaar en worden soms geroosterd.

## Kenmerken
Koffervissen zijn over het algemeen nogal hoekig van vorm. Een bijzonder kenmerk is dat ze geen buikvinnen hebben. Ze bezitten een pantser van, bij volwassen dieren met elkaar vergroeide, zeshoekige beenplaten, dat fungeert als een sterke beschermende doos. Mond, ogen, kieuwen, vinnen en staart steken door openingen in het pantser naar buiten. De rugvin en de anaalvin zijn ver naar achteren geplaatst, en staan daardoor vlak boven en onder de staartvin. De gepantserde huid maakt het lichaam van deze vissen nogal star. In tegenstelling tot de meeste andere vissen, zwemmen koffervissen dan ook vooral met hun vinnen, en bij hogere snelheden met hun staart. Net als de kogelvissen zijn sommige koffervissen, met name uit de geslachten Lactophrys en Lactoria, in staat om bij gevaar een sterk giftige vloeistof af te scheiden.

## Verspreiding en leefgebied
Koffervissen worden aangetroffen in de Atlantische, Indische en Grote Oceaan. Acanthostracion quadricornis kan tot 50 centimeter lang worden.

## Aquarium
Koffervissen zijn over het algemeen niet geschikt om te houden in aquaria. Dit komt doordat zij door het gif dat zij produceren andere vissen in het aquarium, en soms ook zichzelf, kunnen doden.

## Taxonomie
Tot 1980 werd de familie algemeen samengesteld uit soorten van twee onderfamilies: Ostraciinae en Aracaninae. De soorten uit deze laatste groep (geslachten Aracana, Anoplocapros, Caprichthys, Capropygia, Kentrocapros en Polyplacapros) hebben een vergelijkbaar gepantserde huid als de echte koffervissen maar verder meer primitieve kenmerken, waaronder een gekielde buik. Ze leven op grotere diepte (tot dieper dan 200 meter) in de Indische Oceaan en het daaraan grenzende West-Pacifisch gebied. In 1980 verhief Tyler de Aracaninae tot een aparte familie Aracanidae. Ze worden in dit artikel verder niet behandeld. In 1994 behandelde Nelson de Ostraciidae overigens weer als bestaande uit de twee hier al genoemde onderfamilies en merkte over Aracaninae slechts op dat Tyler ze als een aparte familie behandelde. Fishbase, dat zich op Nelson zegt te baseren, behandelt de Aracanidae als aparte familie en onderscheidt binnen de familie Ostraciidae nu nog één onderfamilie, de Ostraciinae, en de hieronder genoemde 25 recente soorten:

## Geslachten en soorten
- † Eolactoria
  - † Eolactoria sorbinii Tyler, 1976 – Lutetien van Monte Bolca, Eoceen, Italië
- † Oligolactoria
  - † Oligolactoria bubiki Tyler, 1980 – Rupelien van Moravië, Oligoceen, Tsjechië
- Acanthostracion Bleeker, 1865[5]
  - Acanthostracion guineensis (Bleeker, 1865)
  - Acanthostracion notacanthus (Bleeker, 1863)
  - Acanthostracion polygonius Poey, 1876
  - Acanthostracion quadricornis (Linnaeus, 1758)
- Lactophrys Swainson, 1839[6]
  - Lactophrys bicaudalis (Linnaeus, 1758)
  - Lactophrys trigonus (Linnaeus, 1758)
- Lactoria Jordan & Fowler, 1902[7]
  - Lactoria cornuta (Linnaeus, 1758) – Langhoornkoffervis
  - Lactoria diaphana (Bloch & Schneider, 1801)
  - Lactoria fornasini (Bianconi, 1846)
  - Lactoria paschae (Rendahl, 1921)
- Ostracion Linnaeus, 1758[8]
  - Ostracion cubicus Linnaeus, 1758
  - Ostracion cyanurus Rüppell, 1828 – Blauwe koffervis
  - Ostracion immaculatus Temminck & Schlegel, 1850
  - Ostracion meleagris Shaw, 1796
  - Ostracion nasus Bloch, 1785
  - Ostracion rhinorhynchos Bleeker, 1852
  - Ostracion solorensis Bleeker, 1853
  - Ostracion trachys Randall, 1975
  - Ostracion whitleyi Fowler, 1931
- Paracanthostracion Whitley, 1933[9]
  - Paracanthostracion lindsayi (Phillipps, 1932)
- Rhinesomus Swainson, 1839[10]
  - Rhinesomus triqueter (Linnaeus, 1758)
- Rhynchostracion Fraser-Brunner 1935 = Ostracion[11]
- Tetrosomus Swainson, 1839[12]
  - Tetrosomus concatenatus (Bloch, 1785)
  - Tetrosomus gibbosus (Linnaeus, 1758)
  - Tetrosomus reipublicae (Whitley, 1930)
  - Tetrosomus stellifer Bloch & Schneider, 1801
- Triorus Jordan & Hubbs, 1925 = Tetrosomus[13]